# Mary, Queen of Scots (película de 1971)
Mary, Queen of Scots (María, reina de Escocia en México y España; Mary, Queen of Scots en Venezuela; María Estuardo, reina de Escocia en Argentina), es una película de 1971 protagonizada por Vanessa Redgrave y  dirigida por Charles Jarrott.

## Argumento
Narra la pugna que tuvieron Isabel I de Inglaterra (Glenda Jackson) y María I de Escocia (Vanessa Redgrave), para llegar al poder.

## Reparto
- Vanessa Redgrave - Maria Estuardo.
- Glenda Jackson - Reina Isabel I.
- Patrick McGoohan - Jacobo Estuardo.
- Timothy Dalton -  Enrique Estuardo I, conde de Darnley.
- Nigel Davenport - James Hepburn, Lord Bothwell.
- Trevor Howard - Sir William Cecil.
- Daniel Massey - Robert Dudley.
- Ian Holm - David Rizzio.
- Andrew Keir - Ruthven.
- Tom Fleming -  Padre Ballard.

## Libertades históricas
Para un efecto dramático, la película presenta dos encuentros entre las reinas, aunque nunca se conocieron en la vida. Además, la película muestra a Mary disfrutando de una taza de chocolate caliente en la cama (e incluso solicitándola cuando está prisionera) cuando no era una bebida popular en las islas británicas hasta bien entrado el siglo XVIII.
La película también implica un enlace homosexual entre Darnley y Riccio. La confrontación en el Castillo Hermitage de Bothwell parece estar basada libremente en un incidente real en Carberry, y se pierde la decisiva Batalla de Langside.
James VI de Escocia y I de Inglaterra nació en el castillo de Edimburgo, no en el castillo de Hermitage, como se muestra en la película.

## Producción
La película se rodó en Francia (Château de Chenonceau), el castillo de Hermitage, Escocia; Castillo de Alnwick, Inglaterra, Castillo de Bamburgh (en Northumberland), Inglaterra, Parham Park, Inglaterra, y Chiltern Open Air Museum en Buckinghamshire, Inglaterra. Redgrave canta la canción en la secuencia de apertura, "Vivre et Mourir". Las letras están tomadas de un soneto escrito por Mary, Queen of Scots.

## Premios

### Oscar 1971
| Categoría                 | Persona                                      | Resultado  |
| ------------------------- | -------------------------------------------- | ---------- |
| Mejor actriz              | Vanessa Redgrave                             | Candidata  |
| Mejor banda sonora        | John Barry                                   | Candidato  |
| Mejor diseño de vestuario | Margaret Furse                               | Candidata  |
| Mejor dirección artística | Terence Marsh Robert Cartwright Peter Howitt | Candidatos |
| Mejor sonido              | Bob Jones John Aldred                        | Candidatos |

### Globos de Oro 1971
| Categoría              | Persona              | Resultado |
| ---------------------- | -------------------- | --------- |
| Mejor película - Drama | Mary, Queen of Scots | Candidata |
| Mejor actriz - Drama   | Glenda Jackson       | Candidata |
| Mejor actriz - Drama   | Vanessa Redgrave     | Candidata |
| Mejor guion            | John Hale            | Candidato |
| Mejor banda sonora     | John Barry           | Candidato |